# Орландо Салідо
Орла́ндо Салі́до Ріве́ра (ісп. Orlando Salido Rivera; нар. 16 листопада 1980, Сьюдад Обрегон, Сонора, Мексика) — мексиканський боксер-професіонал, чемпіон світу в напівлегкій вазі за версією IBF (2010), за версією WBO (2011—2013, 2013—2014) і у другій напівлегкій вазі за версією WBO (2014—2015).

## Професіональна кар'єра
Орландо Салідо народився у мексиканському місті Сьюдад Обрегон. Кар'єру професійного боксера розпочав у віці 15 років, програвши перший свій бій нокаутом у 4-му раунді. Наступного року Орландо став найкращим боксером штату Сонора у другій легшій вазі.
Надалі у Салідо у боях в категоріях від напівлегкої до легкої впевнені перемоги чергувалися з поразками, однак вперше серйозно заговорити про себе спеціалістів він змусив, перемігши колишнього чемпіона WBO у другій напівлегкій вазі нідерландця Реджіліо Туура у листопаді 2001 року. Проте вже в наступному поєдинку Орландо поступився своєму співвітчизнику Алехандро Гонсалесу. Це була остання поразка Салідо перед серією з дев'яти перемог, завдяки яким йому вдалося стати претендентом на титули WBA Super та IBF у напівлегкій вазі. В чемпіонському поєдинку Орландо поступився одноголосним рішенням суддів Хуану Мануелю Маркесу, але виступив набагато краще, ніж багато хто від нього очікував.
4 листопада 2006 року Салідо вийшов на бій за титул чемпіона IBF у напівлегкій вазі проти Роберта Герреро. Перед боєм Орландо знову був андердогом, але він з першого раунду заволодів перевагою і методично розбивав суперника. Салідо здобув переконливу перемогу одноголосним рішенням суддів, але у його крові знайшли заборонену речовину, яку використовували як допінг, і результат бою з Геррреро був анульований, а сам бій оголошено таким, що не відбувся (хоча результат повторної проби був негативним на наявність заборонених речовин).
23 жовтня 2008 року у Салідо з'явилася нагода завоювати вакантний титул чемпіона IBF у бою проти співвітчизника Крістобаля Круса, однак взяти верх над ним не вдалося. Майже через 2 роки 15 травня 2010 року Салідо знов зустрівся з Крусом і на цей раз отримав впевнену перемогу і з нею титул чемпіона IBF у напівлегкій вазі.
У тому ж 2010 році Салідо провів об'єднавчий бій за титули IBF/WBA з кубинцем Юріоркісом Гамбоа, але незважаючи на усі зусилля Орландо бій закінчився впевненою перемогою кубинця.

### Бій проти Хуана Лопеса
16 квітня 2011 року Салідо знов отримав можливість поборотися за титул чемпіона WBO у напівлегкій вазі проти пуерториканця Хуана Мануеля Лопеса лише тому, що той вважав мексиканця, у якого на той момент було вже 11 поразок у кар'єрі, прийнятним для себе суперником для захисту титулу. Однак у цьому поєдинку трапився один із головних апсетів 2011 року. Салідо на очах тисяч пуерториканських уболівальників нокаутував Хуанму у 8 раунді і здобув звання чемпіона.
Після 2 наступних перемог Орландо у 2011 році 10 березня 2012 року Салідо і Хуан Мануель Лопес зустрілися знову у Пуерто-Рико в реванші, і Салідо знов святкував дострокову перемогу на цей раз у 10 раунді видовищного бою.
19 січня 2013 року Салідо втратив звання чемпіона в бою проти молодого американця мексиканського походження Майкі Гарсія, який виглядав набагато краще за Орландо.
12 жовтня 2013 року здобув вакантний титул WBO в бою проти пуерториканця Орландо Круса.

### Бій з Василем Ломаченком
1 березня 2014 року відбувся бій Орландо Салідо — Василь Ломаченко, перед яким Салідо втратив свій титул чемпіона WBO на взважуванні. Салідо розділеним рішенням суддів переміг українця, позбавивши того можливості поставити рекорд у професійному боксі. У разі перемоги Ломаченко став би першим професійним боксером, який здобув титул чемпіона світу у другому своєму поєдинку. Більшість фахівців відзначила, що Орландо боксував «брудно»: бив потилицею і ліктями, завдавав ударів нижче пояса, однак рефері не звертав на це уваги.
Після перемоги над Ломаченко 20 вересня 2014 року Салідо виграв вакантний титул "тимчасового" чемпіона за версією WBO у другій напівлегкій вазі, а невдовзі після переходу Майкі Гарсія у вищу категорію був підвищений до повноцінного чемпіона.

### Бій з Романом Мартінесом
11 квітня 2015 року одноголосним рішенням суддів втратив титул чемпіона в бою проти пуерториканця Романа Мартінеса. У 3 і 5 раундах Салідо побував у нокдаунах, а в 11 раунді з нього був знятий бал за удар нижче пояса. У реванші цих бійців 12 вересня 2015 року була зафіксована нічия, що зберегла титул чемпіона Мартінесу.

### Бій з Франсіско Варгасом
4 червня 2016 року Орландо не зміг завоювати титул чемпіона за версією WBC у другій напівлегкій вазі, програвши співвітчизнику Франсіско Варгасу, хоча був близький до перемоги. По закінченню 12 раундів один суддя віддав перемогу Варгасу 115-113, а двоє інших виставили нічию 114-114. Салідо і Варгас отримали спеціально виготовлені пояси, як учасники найкращого поєдинку 2016 року за версією WBC. Бій також був визнаний найкращим боєм 2016 року за версією журналу The Ring. 
Після перемоги 11 червня 2016 року Ломаченко над Романом Мартінесом компанія Top Rank Promotions намагалася організувати бій-реванш Салідо - Ломаченко, але Салідо відмовився, розраховуючи на реванш з Варгасом.
Влітку 2017 року промоутери Ломаченка забронювали арену у Лос-Анджелесі для бою-реваншу Салідо — Ломаченко, але Салідо відмовився від запропонованих 720 тис $.
9 грудня 2017 року відбувся бій Орландо Салідо - Мігель Роман, в якому Роман впевнено вів бій і здобув дострокову перемогу у 9 раунді. Після третього нокдауна, в якому побував Салідо по ходу бою, рефері вирішив зупинити бій. Салідо оголосив про завершення боксерської кар'єри.

### Таблиця боїв
| 44 Перемоги (31 нокаутом, 13 за рішення суддів), 14 Поразок (6 нокаутом, 8 за рішення суддів), 4 нічиї, 1 не відбувся |                        |        |              |                   |                                           | |
| Результат | Суперник               | Спосіб | Раунд        | Дата              | Місце проведення                          | Примітки |
| Поразка | Мігель Роман           | TKO    | 9 (10) 1:43  | 9 грудня 2017     | Лас Вегас, США                            | |
| Перемога | Арістедас Перец        | RTD    | 7 (10) 3:00  | 27 травня 2017    | Palenque del Expo, Сьюдад Обрегон, Сонора | |
| Нічия | Франсіско Варґас       | MD     | 12           | 4 червня 2016     | StubHub Center, Карсон (Каліфорнія)       | Бій за титул чемпіона WBC в другій напівлегкій вазі (1-я захит Варгаса). |
| Нічия | Роман Мартінес         | SD     | 12           | 12 вересня 2015   | Лас-Вегас                                 | 113-115, 115-113, 114-114. Бій за титул чемпіона WBO в другій напівлегкій вазі. |
| Поразка | Роман Мартінес         | UD     | 12           | 11 квітня 2015    | Сан-Хуан, Пуерто-Рико                     | Втратив титул чемпіона WBO в другій напівлегкій вазі. |
| Перемога | Тердсак Кокієтджим     | TKO    | 11 (12) 0:16 | 20 вересня 2014   | Тіхуана, Мексика                          | Завоював титул тимчасового чемпіона WBO в другій напівлегкій вазі. |
| Перемога | Василь Ломаченко       | SD     | 12           | 1 березня 2014    | Alamodome, San Antonio TX                 | Бій за титул чемпіона світу у напівлегкій вазі по версії WBO, який став вакантним після того як Салідо не вклався в вагову норму перед боєм з Ломаченком. Суддівські оцінки: 116—112, 115—113, 113—115. |
| Перемога | Орландо Крус           | TKO    | 7            | 12 жовтня 2013    | Лас-Вегас, США                            | Здобув вакантний титул WBO в напівлегкій вазі. |
| Поразка | Мігель Ангель Гарсія   | TD     | 8            | 19 січня 2013     | Нью-Йорк, США                             | Суддівські оцінки: 69-79, 69-79, 70-79. Втратив титул чемпіона WBO в напівлегкій вазі. |
| Перемога | Мойсес Гутьєррес       | TKO    | 3            | 28 липня 2012     | Тепік, Мексика                            | |
| Перемога | Хуан Мануель Лопес 2   | TKO    | 10           | 10 березня 2012   | Сан-Хуан, Пуерто-Рико                     | Захистив титул WBO в напівлегкій вазі. |
| Перемога | Венг Гая               | TKO    | 8            | 17 грудня 2011    | Сьюдад Обрегон, Мексика                   | Бій у другій напівлегкій вазі |
| Перемога | Кенічі Ямагучі         | TKO    | 11           | 23 липня 2011     | Сьюдад Обрегон, Мексика                   | Захистив титул WBO в напівлегкій вазі. |
| Перемога | Хуан Мануель Лопес     | TKO    | 8            | 15 квітня 2011    | Баямон, Пуерто-Рико                       | Здобув титул WBO в напівлегкій вазі. |
| Поразка | Юріоркіс Гамбоа        | UD     | 12           | 11 вересня 2010   | Лас-Вегас, США                            | Бій за титул WBA Super та вакантний титул IBF в напівлегкій вазі. Суддівські оцінки: 109—116, 109—114, 109—115.                                                                                         |
| Перемога | Крістобаль Крус        | UD     | 12           | 15 квітня 2010    | Сьюдад Обрегон, Мексика                   | Здобув титул IBF в напівлегкій вазі. Суддівські оцінки: 117—109, 117—109, 116—110. |
| Перемога | Віктор Родрігес        | KO     | 5            | 31 липня 2009     | Сьюдад Обрегон, Мексика                   | |
| Перемога | Леонардо Ресендіс      | TKO    | 3            | 20 червня 2009    | Енсенада, Мексика                         | |
| Поразка | Крістобаль Крус        | SD     | 12           | 23 жовтня 2008    | Ейрвей Гайтс, США                         | Бій за вакантний титул IBF в напівлегкій вазі. Суддівські оцінки: 115—113, 112—116, 112—116. |
| Перемога | Ернесто Абойте         | DQ     | 6            | 13 червня 2008    | Ермосільйо, Мексика                       | Абойте було дискваліфіковано за випльовування капи |
| Перемога | Ренан Акоста           | TKO    | 4            | 26 квітня 2008    | Керетаро, Мексика                         | |
| Перемога | Ектор Хуліо Авіла      | TKO    | 6            | 14 грудня 2007    | Сісеро, США                               | Бій за звання «челенджера» за версією IBF в напівлегкій вазі |
| Перемога | Марті Роббінс          | UD     | 8            | 14 вересня 2007   | Чикаго, США                               | Суддівські оцінки: 80-71, 80-71, 80-71. |
| Не відбувся | Роберт Герреро         | NC     |              | 4 листопада 2006  | Лас-Вегас, США                            | Бій за титул IBF в напівлегкій вазі. Не відбувся через позитивний тест Салідо на стероїди |
| Перемога | Франнер Трінідад       | TKO    | 1            | 19 серпня 2006    | Сьюдад Обрегон, Мексика                   | |
| Перемога | Роджерс Мтагва         | TKO    | 5            | 18 березня 2006   | Евансвілль, США                           | |
| Перемога | Леонардо Вальдес       | TKO    | 1            | 15 жовтня 2005    | Ногалес, Мексика                          | |
| Перемога | Сесар Сото             | PTS    | 10           | 6 травня 2005     | Сьюдад Обрегон, Мексика                   | |
| Поразка | Хуан Мануель Маркес    | UD     | 12           | 18 вересня 2004   | Лас-Вегас, США                            | Бій за титули WBA Super та IBF в напівлегкій вазі. Оцінки: 109—116, 109—114, 109—115. |
| Перемога | Омар Адорно            | KO     | 4            | 2 квітня 2004     | Баямон, Пуерто-Рико                       | |
| Перемога | Альфред Коті           | UD     | 10           | 31 жовтня 2003    | Фінікс, США                               | Суддівські оцінки: 98-91, 98-91, 97-92. |
| Перемога | Фред Ніл               | TKO    | 3            | 11 липня 2003     | Рино, США                                 | |
| Перемога | Редфорд Бізлі          | TKO    | 2            | 20 травня 2003    | Ігл Пасс, США                             | |
| Перемога | Армандо Кордоба        | KO     | 4            | 22 лютого 2003    | Анахайм, США                              | |
| Перемога | Хорхе Монсон           | TKO    | 4            | 6 грудня 2002     | Ігл Пасс, США                             | |
| Перемога | Карлос Герена          | MD     | 10           | 6 грудня 2002     | Вікторія, США                             | Суддівські оцінки: 97-93, 96-94, 95-95. |
| Перемога | Хуан Руїз              | KO     | 7            | 26 березня 2002   | Мексика                                   | |
| Перемога | Ламонт Пирсон          | UD     | 10           | 22 березня 2002   | Фінікс, США                               | Суддівські оцінки: 97-93, 96-94, 96-94. |
| Поразка | Алехандро Гонсалес     | MD     | 10           | 2 грудня 2001     | Елджин, США                               | Суддівські оцінки: 95-95, 95-96, 95-97. |
| Перемога | Реджіліо Тур           | SD     | 8            | 23 листопада 2001 | Нью-Йорк, США                             | Суддівські оцінки: 77-74, 76-75, 75-76. |
| Перемога | Майкл Джемісон         | TKO    | 1            | 8 серпня 2001     | Лас-Вегас, США                            | |
| Перемога | Дастін Кім             | TKO    | 5            | 15 червня 2001    | Лас-Вегас, США                            | |
| Нічия | Марк Берс              | SD     | 8            | 18 травня 2001    | Лас-Вегас, США                            | Суддівські оцінки: 76-76, 75-76, 76-75. |
| Поразка | Вільям Абелян          | UD     | 6            | 23 березня 2001   | Овенсборо, США                            | |
| Перемога | Віктор Мануель Мендоса | KO     | 5            | 27 жовтня 2000    | Мексика                                   | |
| Перемога | Рубен Естаніслао       | TKO    | 9            | 16 вересня 2000   | Мехіко, Мексика                           | |
| Перемога | Іван Фелісіано         | KO     | 4            | 14 липня 2000     | Мексика                                   | |
| Поразка | Іван Валле             | KO     | 4            | 31 березня 2000   | Лос Мочіс, Мексика                        | |
| Перемога | Рікардо Рамірес        | KO     | 3            | 18 лютого 2000    | Сьюдад Обрегон, Мексика                   | |
| Перемога | Рамон Арагон           | PTS    | 10           | 9 жовтня 1998     | Сьюдад Обрегон, Мексика                   | |
| Поразка | Хосе Луїс Монтес       | KO     | 7            | 13 лютого 1998    | Мексика                                   | |
| Поразка | Даніель Родрігес       | TKO    | 8            | 12 листопада 1997 | Тіхуана, Мексика                          | |
| Перемога | Ернесто Медіна         | TKO    | 5            | 29 серпня 1997    | Сьюдад Обрегон, Мексика                   | Бій за титул Sonora в другій легшій вазі. |
| Нічия | Лазаро Паділья         | PTS    | 10           | 27 червня 1997    | Мексика                                   | |
| Перемога | Рікардо Медіна         | KO     | 6            | 18 квітня 1997    | Сьюдад Обрегон, Мексика                   | |
| Поразка | Ектор Гузман           | TKO    | 3            | 31 січня 1997     | Мехікалі, Мексика                         | |
| Поразка | Іван Казарес           | PTS    | 6            | 22 листопада 1996 | Мехікалі, Мексика                         | |
| Перемога | Вентура Мендівіл       | PTS    | 8            | 4 жовтня 1996     | Сьюдад Обрегон, Мексика                   | |
| Перемога | Рікардо Медіна         | PTS    | 4            | 20 вересня 1996   | Мексика                                   | |
| Перемога | Хуліо Альберто Леал    | PTS    | 4            | 2 вересня 1996    | Тіхуана, Мексика                          | |
| Перемога | Хесус Осоріо           | TKO    | 2            | 17 серпня 1996    | Мексика                                   | |
| Поразка | Іван Казарес           | TKO    | 4            | 1 березня 1996    | Мехікалі, Мексика                         | |